# Dendrochilum apiculatum
Dendrochilum apiculatum är en orkidéart som först beskrevs av Oakes Ames, och fick sitt nu gällande namn av Louis Otho Otto Williams. Dendrochilum apiculatum ingår i släktet Dendrochilum och familjen orkidéer. Inga underarter finns listade i Catalogue of Life.